# شب‌نورد (موسیقی)
شَب‌نَوَرد نام یک قطعه موسیقی از ساخته‌های محمدرضا لطفی با شعری از اصلان اصلانیان و خوانندگی محمدرضا شجریان است.

## تاریخچه
در سال ۱۳۵۰ امیرپرویز پویان، از بنیان‌گذاران سازمان چریک‌های فدایی خلق ایران، پس از آن‌که در محاصرهٔ نیروهای ساواک قرار گرفت، دست به خودکشی زد. اصلان اصلانیان شاعر و فعال سیاسی چپگرا که با امیرپرویز پویان دوست بود، به یادش شعری با عنوان «شب‌نورد» سرود که آن را در پنجمین شب از شب‌های شعر گوته خواند.
در بحبوحهٔ انقلاب ۱۳۵۷ ایران، منزل مسکونی محمدرضا لطفی در محلهٔ امیرآباد تهران، در کنار بیمارستان هزار تختخوابی و نزدیک به میدان ۲۴ اسفند (میدان انقلاب)، کانون تظاهرات ضد حکومتی بود. در یکی از شب‌های بهمن ۱۳۵۷ محمدرضا لطفی که با لباس آغشته به خون، خسته و پریشان به خانه بازمی‌گشت، در جستجوی شعری بود تا مناسب حال و هوای آن زمان باشد. او شعر «شب‌نورد» را یافت و همان شب ساز سه‌تار را برداشت و در آواز دشتی، موسیقی این تصنیف را ساخت. او خوانندگی این اثر را به محمدرضا شجریان پیشنهاد داد. پس از چند روز موسیقی این تصنیف، شبانه و به صورت مخفیانه در زیرزمین خانهٔ مسکونی محمدرضا لطفی توسط برخی از نوازندگان گروه شیدا ضبط شد و پس از آن در استودیو بل، به خوانندگی محمدرضا شجریان به اتمام رسید. تا قبل از ۲۲ بهمن، گروه‌های عارف و شیدا زیر نظر کانون فرهنگی و هنری چاووش به تولید مخفیانه آثار موسیقی حماسی ادامه می‌دادند.
محمدرضا لطفی ۲۳ بهمن ۱۳۵۷ یک روز پس از پیروزی انقلاب، با در دست داشتن ۲ سرود «شب نورد» با صدای محمدرضا شجریان و دکلمهٔ مهدی فتحی و «آزادی» با صدای شهرام ناظری، به پخش رادیو می‌رود. او در این‌باره گفته‌است:
«من وارد اتاق پخش مستقیم شدم و یکی از گویندگان که دانشجوی تئاتر دانشکدهٔ ما بود به من خوش‌آمد گفت و روی کاغذ برایش نوشتم که دو اثر برای پخش آوردم. ایشان ورود مرا اعلام کردند و بلافاصله شب‌نورد را روی آنتن پخش کردند. این اولین کار موسیقی ایرانی بود که گروهی ایرانی آنرا به ملت هدیه می‌کرد»

## ساختار و نام
این تصنیف در دستگاه شور، آواز دشتی ساخته شده و در آلبوم موسیقی چاووش ۲ منتشر شده‌است. نام اصلی شعر «شب‌نورد» است اما این اثر با نام‌هایی نظیر: «تفنگم را بده»، «چهرهٔ میهن سیاهه» و «برادر بی‌قراره» نیز شناخته می‌شود.

## دست‌اندرکاران
- شاعر: اصلان اصلانیان
- آهنگساز: محمدرضا لطفی
- خواننده: محمدرضا شجریان
- دکلمه: مهدی فتحی
- ضبط: ایرج حقیقی، استودیو بل
- اجرا: گروه شیدا به سرپرستی محمدرضا لطفی
- نوازندگان:

زیدالله طلوعی، علی اکبر شکارچی، حسین علیزاده، پرویز مشکاتیان، هادی منتظری، پشنگ کامکار، محمد فیروزی، اسماعیل صدقی‌آسا، محمدعلی درخشانی، بیژن کامکار، جمشید عندلیبی، بهمن رجبی

## حواشی
با این که اصلان اصلانیان نام «امیرپرویز پویان» را در شعرش گنجاند، اما این مسئله مانع حاشیه‌ها و تحریف‌های تاریخی که پس از انقلاب ۱۳۵۷ ایران در رابطه با این شعر صورت گرفت، نشد. حتی در جایی اعلام شد که اصلانیان شعر شب‌نورد را به یاد «کامران نجات‌اللهی» سروده‌است، این در حالی است که اصلانیان این شعر را یک سال و سه ماه پیش از کشته شدن نجات‌اللهی در شب‌های شعر گوته خواند و نام امیرپرویز پویان را نیز در این بیت شعر آورد:
| شب و دریای خوف‌انگیز و طوفان |  | من و اندیشه‌های پاک «پویان» |
| آنچنان سرمست بودیم از چَرا   |  | عاقبت خود را طعامی ساختیم  |
|                             |  |                            |
|                             |  |                            |